# José María Chiquillo
Pour les articles homonymes, voir Barber.
José María Chiquillo Barber, né à Sumacàrcer en 1964, est un homme politique de la Communauté valencienne, en Espagne.

## Biographie
Diplômé de droit de l'Université de Valence, il est spécialisé en droit public. Membre de Lo Rat Penat et militant d'Unio Valenciana (UV), il est conseiller municipal de la ville de Valence entre 1988 et 1994. En 1994, il est député pour circonscription de Valence en remplacement de Vicent González i Lizondo ; il est ensuite élu député aux élections générales de 1996. Il est secrétaire de politique institutionnelle d'UV jusqu'en 2005. En 2004 et 2008, il est élu sénateur pour la province de Valence dans les files du Parti populaire,.